# Tréguidel
Tréguidel (bret. Tregedel) – miejscowość i gmina we Francji, w regionie Bretania, w departamencie Côtes-d’Armor.
Według danych na rok 1990 gminę zamieszkiwało 500 osób, a gęstość zaludnienia wynosiła 76 osób/km² (wśród 1269 gmin Bretanii Tréguidel plasuje się na 831 miejscu pod względem liczby ludności, natomiast pod względem powierzchni na miejscu 962.).